# 天雀
天雀（てん ちゅえ、1976年3月28日 - ）は、日本の歌手。血液型A型。所属事務所はオフィスコットン。
所属レーベルはビクターエンタテインメント。本名は崔玉華（さい ゆか）、白戸茉莉。
中国人を祖父に持つクォーターである。身長168cm。

## 来歴
- 1995年  NHK BS2の「BSジャズ喫茶」のアシスタントとしてデビュー。
- 1996年  ジャスミン(Jasmine)として香港にて「SPEED」リリース。(TV番組「GUYFERD」OPテーマ)に起用される。
- 2003年  「ムグンファの花」でソロデビュー。

## CD

### シングル
- 「ムグンファの花」（2003.7.23）
- 「だって Only You」（2004.7.21）
- 「晴れわたる空／片恋慕～かたれんぼ～」（2005.7.22）

### アルバム
- 「天天恋愛」（1997.台湾にて発売）
- 「白戶茉莉」（1998.台湾にて発売）track8 造花 ( 曲:朝本浩文)　track9 約束のとおり( 曲:朝本浩文)

## 写真集
- 「Jasmine」（1998.台湾にて発売）

## テレビ
- NHK BS2「BSジャズ喫茶」
- tvk「ハマランチョ」、毎週火曜日コーナー「天雀のチャイナビHYPER」、2004年5月 - 2010年3月30日。降板後の翌週4月6日からは、「美味しい中華街」というコーナー名で、実妹のメイメイが担当。

## ラジオ
- 「天雀の幸福的様子」 (FM横浜、2004年4月7日～9月29日、毎週水曜日 25:30～26:00)